# 바리카드나야역
바리카드나야역(러시아어: Баррикадная)은 모스크바 지하철 타간스코 크라스노프레스넨스카야 선의 역이다. 1972년 12월 30일에 개장했다.

## 역사
바리카드나야 역은 1972년 12월 30일에 개장하였다.

## 구조
서쪽 중앙 플랫폼 앞쪽 끝에 위치한 에스컬레이터는 크라스노프레스넨스카야 역의 동쪽 플랫폼으로 연결되고, 바리카드 거리(Баррикадная улица)에 위치한 지상 대합실로 이어진다.
외관상으로는 1905년의 사건을 묘사한 석예작품으로 장식되어 있다.

## 지리
모스크바 동물원, 그랜드 조지아 거리, 바리카드 거리, 그리고 쿠드린스키 광장의 높은 건물로 가는 입구가 있다.

## 통계
역의 1일 승객 교통량은 출입구를 통해 3만 2400여 명, 환승 이용객은 11만 8500여 명에 이른다.

## 환승
바리카드나야 역에서는 콜체바야 선의 크라스노프레스넨스카야 역으로 갈아탈 수 있다.

## 같이 보기
- (러시아어) 바리카드나야 역 소개